# ハウスボカン
ハウスボカンは、sumarchが運営する不動産流通ウェブサイト及び仲介店舗。

## 沿革
特記のない限り全てによる。
- 2009年11月 - 名古屋市中区でアップレボ不動産販売株式会社として会社が設立される。
- 2010年6月 - 不動産流通サイト『ハウスボカン』オープン。
- 2011年4月 - 東海店オープン。
- 2012年
  - 6月 - 岡崎店が移転され、リニューアルオープン。
  - 年7月 - 豊田店オープン。
  - 9月 - 緑店オープン。
- 2014年
  - 1月 - 岡崎市ゆるキャラ『オカザえもん』を起用したTVCMを作成。
  - 9月 - 刈谷安城店オープン。
- 2015年10月 - 豊田北店オープン。
- 2016年12月 - ハウスボカンキャラクター『すまぐちくん』誕生、新CM『売るのも、買うのも』編をスタート。
- 2017年9月 - 豊川店オープン。
- 2018年10月 - 土地、マンションの仕入再販・開発事業を本格化。
- 2019年12月 - 新CM『はないちもんめ』編、『あいちひとすじ』編スタート、ハウスボカンサイトリニューアル。
- 2020年10月 - 事業の拡大に伴い株式会社sumarchに商号が変更される。
- 2022年
  - 5月 - 豊橋店オープン。
  - 6月 - 春日井店オープン。
  - 8月 - 新CM『トチとくにAICHI』編スタート[3]。
- 2023年
  - 4月 - 半田店オープン。
  - 6月 - 新CM『すまずきん』編スタート[4]。
  - 7月 - 新CM『家族が待ってるよ』編スタート[5]。
  - 8月 - 新CM『吾輩は愛知の土地』編スタート[6]。
  - 9月 - 新CM『土地・トチ・TOCHI』編スタート。
  - 11月 - 新CM『土地、覚醒』編スタート[7]。
  - 12月 - 刈谷安城店リニューアルオープン、長久手店オープン。

## 店舗一覧
初期開店順に掲載する。
1. 岡崎店
2. 東海店
3. 豊田店
4. 緑店
5. 刈谷安城店
6. 豊田北店
7. 豊川店
8. 豊橋店
9. 春日井店
10. 半田店
11. 長久手店